# 水沢駅
水沢駅（みずさわえき）は、岩手県奥州市水沢東大通り1丁目にある、東日本旅客鉄道（JR東日本）・日本貨物鉄道（JR貨物）東北本線の駅である。

## 歴史
- 1890年（明治23年）11月1日：日本鉄道の駅として開業[2][3]。一般駅[3]。
- 1906年（明治39年）11月1日：日本鉄道が国有化[3]。
- 1909年（明治42年）10月12日：線路名称を制定し、東北本線所属駅となる。
- 1936年（昭和11年）：駅舎を改築[新聞 1]。
- 1976年（昭和51年）10月7日：鉄筋コンクリート造平屋建ての駅舎に改築[新聞 1]。
- 1986年（昭和61年）11月1日：荷物の取り扱いを廃止[3]。
- 1987年（昭和62年）4月1日：国鉄分割民営化により、JR東日本・JR貨物の駅となる[3]。
- 1993年（平成5年）3月：キャタピラー式車いす用階段昇降機を配備[新聞 2]。
- 2001年（平成13年）3月15日：跨線橋に車いす対応エスカレーターを設置[新聞 3]。
- 2006年（平成18年）7月20日：貨物駅の改良工事が完成し、新ホームの使用を開始。
- 2008年（平成20年）12月1日：「水沢駅旅行センター」が「びゅうプラザ水沢駅」に格上げ。
- 2010年（平成22年）2月：指定席券売機を設置。
- 2015年（平成27年）
  - 4月16日：「びゅうプラザ水沢駅」が閉鎖。
  - 7月1日：観光案内所が無人化。
  - 12月1日：業務委託化。水沢駅長が廃止され、一ノ関駅長管理下となる。陸中折居駅と当駅の管理業務は一ノ関駅へ、金ケ崎駅の管理業務は北上駅へ移管。
- 2024年（令和6年）10月1日：えきねっとQチケのサービスを開始[1][報道 1]。

## 駅構造
単式ホーム1面1線と島式ホーム1面2線、合計2面3線のホームを持つ地上駅である。互いのホームは跨線橋で連絡している。跨線橋には車いす対応エスカレーターが設置されている。
貨物駅併設のため、安全上の理由で改札止め（列車別改札）が行われている。このため、停車する旅客列車の到着10分前から発車直後以外はホームにいることができない。
一ノ関駅が管理し、JR東日本東北総合サービスが受託する業務委託駅である。2015年（平成27年）11月30日までは直営駅（駅長・営業助役配置）であり、管理駅として、陸中折居駅と金ケ崎駅を管理していた。
平屋建ての駅舎には、みどりの窓口、自動券売機、指定席券売機、NewDays（JR東日本クロスステーション営業）がある。かつては奥州市観光物産協会の観光案内所が設けられていたが、2015年（平成27年）5月をもって案内スタッフの常駐が終了し、同年7月に簡素な無人案内コーナーに移行した。

### のりば
| 番線 | 路線      | 方向 | 行先                   | 備考     |
| ---- | --------- | ---- | ---------------------- | -------- |
| 1    | ■東北本線 | 下り | 北上・花巻・盛岡方面   |          |
| 2    | ■東北本線 | 下り | 北上・花巻・盛岡方面   | 当駅始発 |
| 2    | ■東北本線 | 上り | 平泉・一ノ関・仙台方面 | 待避列車 |
| 3    | ■東北本線 | 上り | 平泉・一ノ関・仙台方面 |          |

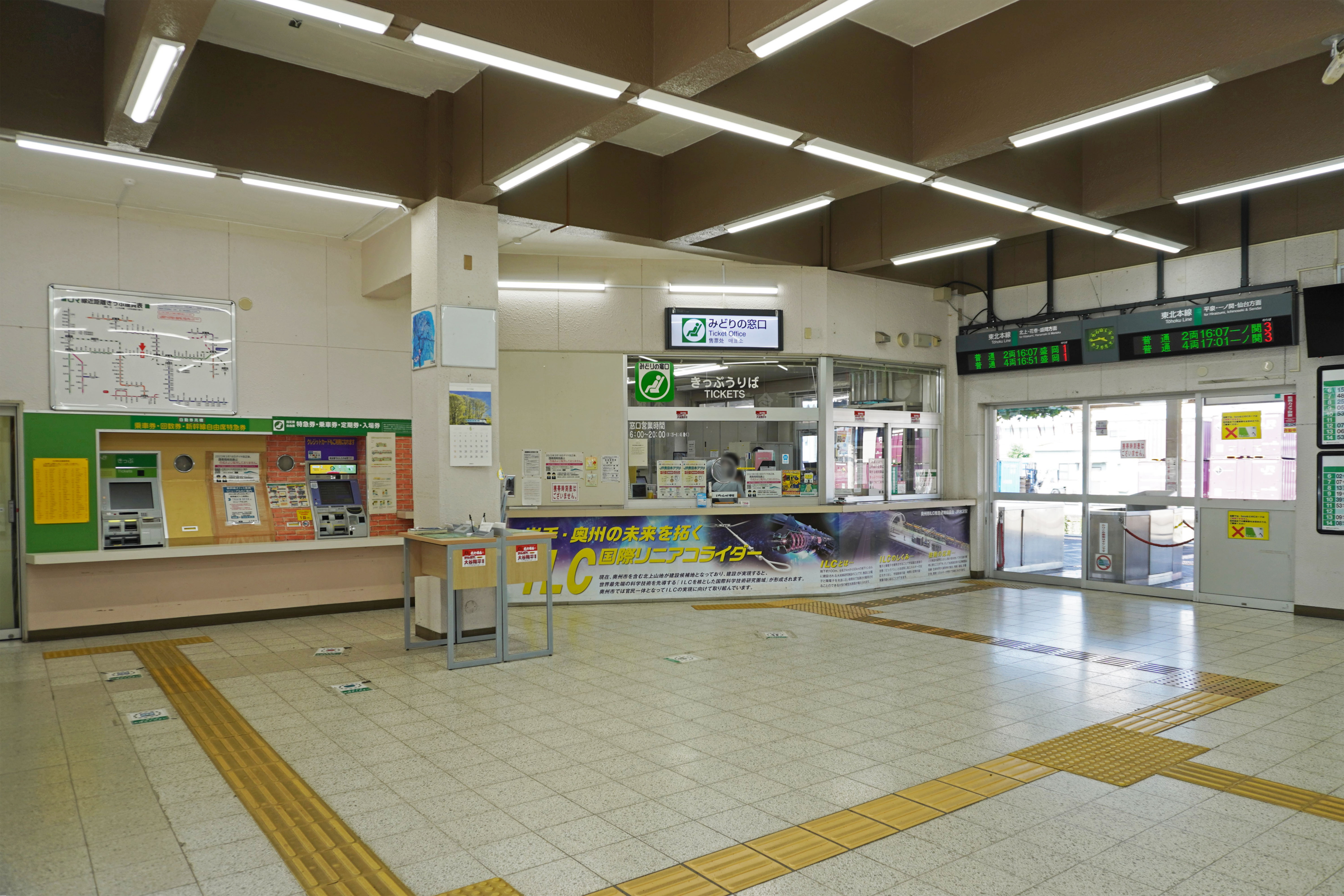
改札口と切符売り場（2023年6月）
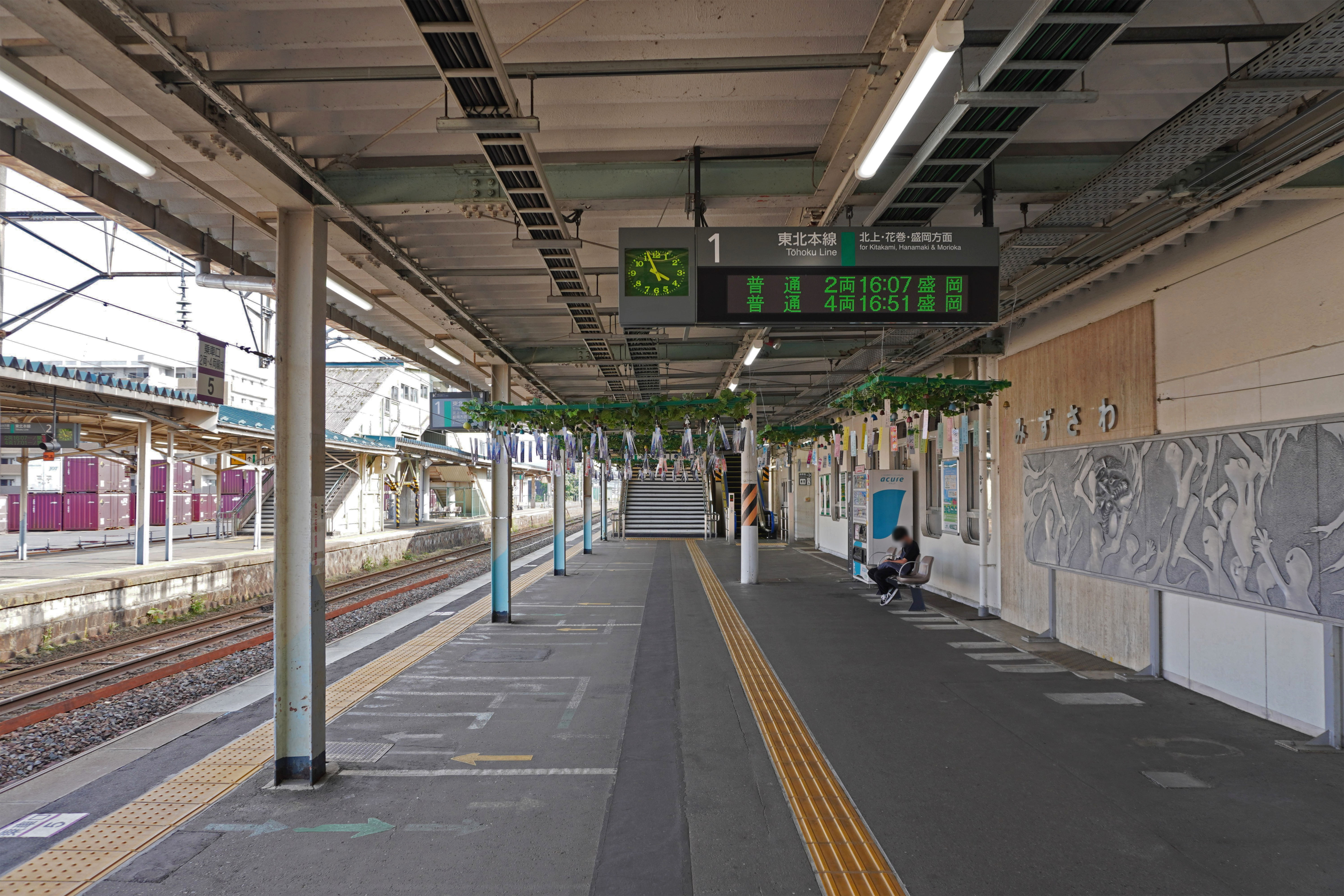
1番線ホーム（2023年6月）
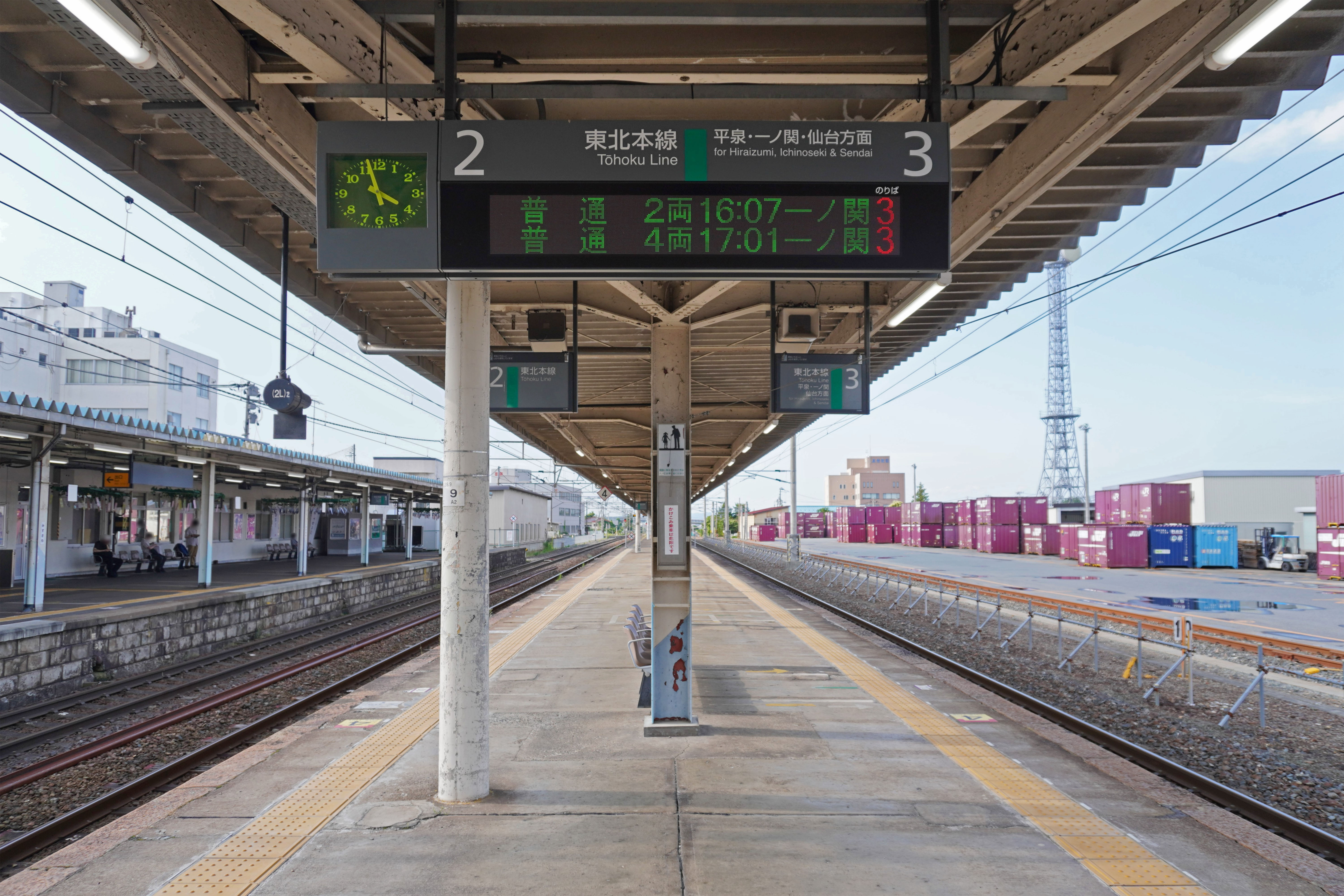
2・3番線ホーム（2023年6月）

## 貨物駅
JR貨物の駅は旅客駅の東側にあり、1面のコンテナホーム、1本のコンテナ荷役線がある。かつては入換作業に小型ディーゼル機関車（スイッチャー）を使用していたが、2006年（平成18年）7月に構内改良工事が竣工し、本線牽引機が直接入換作業を行うようになっている。また、駅事務所は旅客駅舎の中に入っている。
かつては住友大阪セメント水沢サービスステーションの荷役設備へ続く専用線があったが、すでに廃止されている。
取り扱う貨物の種類は、コンテナ貨物（12フィートコンテナ）のみである。また、産業廃棄物・特別管理産業廃棄物の取扱許可を得ている。
停車する貨物列車は高速貨物列車で、下り列車が1日2本（仙台貨物ターミナル駅発盛岡行きと名古屋貨物ターミナル発東青森行きが各々1本ずつ）、上り列車（盛岡発仙台行き）が1日1本停車する。2007年（平成19年）3月のダイヤ改正より名古屋貨物ターミナル駅発の列車が新たに停車するようになり、同駅と西浜松駅からのコンテナ直通輸送が行われている。
このほか、六原駅のオフレールステーション化に伴い、当駅と六原ORSの間で1日2往復のトラック便が運行されている。

## 利用状況
JR東日本によると、2023年度（令和5年度）の1日平均乗車人員は1,592人である。
なお、2000年度（平成12年度）以降の推移は以下のとおりである。
| 1日平均乗車人員推移 | 1日平均乗車人員推移 | 1日平均乗車人員推移 | 1日平均乗車人員推移 | 1日平均乗車人員推移 |
| 年度                | 定期外              | 定期                | 合計                | 出典                |
| ------------------- | ------------------- | ------------------- | ------------------- | ------------------- |
| 2000年（平成12年）  |                     |                     | 2,206               | [ 利用客数 2 ]      |
| 2001年（平成13年）  |                     |                     | 2,123               | [ 利用客数 3 ]      |
| 2002年（平成14年）  |                     |                     | 2,000               | [ 利用客数 4 ]      |
| 2003年（平成15年）  |                     |                     | 1,872               | [ 利用客数 5 ]      |
| 2004年（平成16年）  |                     |                     | 1,882               | [ 利用客数 6 ]      |
| 2005年（平成17年）  |                     |                     | 1,867               | [ 利用客数 7 ]      |
| 2006年（平成18年）  |                     |                     | 1,954               | [ 利用客数 8 ]      |
| 2007年（平成19年）  |                     |                     | 1,922               | [ 利用客数 9 ]      |
| 2008年（平成20年）  |                     |                     | 1,927               | [ 利用客数 10 ]     |
| 2009年（平成21年）  |                     |                     | 1,908               | [ 利用客数 11 ]     |
| 2010年（平成22年）  |                     |                     | 1,941               | [ 利用客数 12 ]     |
| 2011年（平成23年）  |                     |                     | 1,941               | [ 利用客数 13 ]     |
| 2012年（平成24年）  | 550                 | 1,429               | 1,979               | [ 利用客数 14 ]     |
| 2013年（平成25年）  | 555                 | 1,492               | 2,048               | [ 利用客数 15 ]     |
| 2014年（平成26年）  | 539                 | 1,391               | 1,931               | [ 利用客数 16 ]     |
| 2015年（平成27年）  | 541                 | 1,362               | 1,904               | [ 利用客数 17 ]     |
| 2016年（平成28年）  | 539                 | 1,327               | 1,866               | [ 利用客数 18 ]     |
| 2017年（平成29年）  | 527                 | 1,326               | 1,853               | [ 利用客数 19 ]     |
| 2018年（平成30年）  | 535                 | 1,323               | 1,859               | [ 利用客数 20 ]     |
| 2019年（令和元年）  | 513                 | 1,348               | 1,862               | [ 利用客数 21 ]     |
| 2020年（令和02年）  | 323                 | 1,264               | 1,588               | [ 利用客数 22 ]     |
| 2021年（令和03年）  | 323                 | 1,246               | 1,569               | [ 利用客数 23 ]     |
| 2022年（令和04年）  | 378                 | 1,215               | 1,593               | [ 利用客数 24 ]     |
| 2023年（令和05年）  | 431                 | 1,160               | 1,592               | [ 利用客数 1 ]      |

## 駅周辺
水田地帯に急遽開かれた水沢江刺駅とは違い、当駅周辺は昔から商都として発展したこともあり、ビジネスホテルなどの宿泊施設や飲食店が数多く存在する。なお、当駅と水沢江刺駅とは車で15分ほどかかり、徒歩での乗り換えは不適である。
- 奥州市役所（旧・水沢市役所）
- 北上川
- 東北自動車道
- 国道4号
- 国道397号
- 水沢公園
- 水沢郵便局
- 岩手銀行水沢支店
- 東北銀行水沢支店
- 北日本銀行水沢支店
- 水沢信用金庫駅前支店
- 奥州病院
- ホテルルートイン奥州
- 奥州エフエム放送
- 岩手県道113号水沢停車場線
- 水沢VLBI観測所
- ジョイス 水沢原中店
- ユニバース水沢日高店

## バス路線
駅前バス停および水沢駅通りバス停に停車するバスは、岩手県交通と野口と胆沢交通が運行している。水沢駅通りバス停は、駅前から約300メートル西進した駅通り（岩手県道113号水沢停車場線上）にある。美山病院線・美希病院線が停車する水沢駅東口バス停は、駅前（正面口の南側）から東西地下連絡通路を経由し国道4号方面へ160メートルほど進んだ場所にある。これとは別に、岩手県交通の水沢駅東口バス停が東口ロータリーより交差点を渡った付近にある。また、奥州市コミュニティバス（Zバス）の水沢駅口バス停が、駅前から130メートルほど離れた岩手銀行水沢支店北側の市道上にある。
| のりば     | 運行事業者   | 系統・行先 | 備考                                   |
| 水沢駅前   | 水沢駅前     | 水沢駅前 | 水沢駅前                               |
| ---------- | ------------ | --- | -------------------------------------- |
| －         | 岩手県交通   | - 水沢前沢線：イオン前沢店 - 水岩線：江刺バスセンター - 水沢江刺駅線：水沢江刺駅・江刺バスセンター - 黒石線・生母線：黒石・生母 - 水岩線・水沢江刺駅線・黒石線・生母線：胆沢病院 |                                        |
| －         | 野口         | - 水沢金ケ崎線：県南運転免許センター／胆沢病院 |                                        |
| －         | 胆沢交通     | - 胆沢水沢線：まごころ病院／水沢農業高校 |                                        |
| 水沢駅通り |              | |                                        |
| 1          | 岩手県交通   | - 水沢前沢線：イオン前沢店 |                                        |
| 1          | Zバス        | 佐倉河線：水沢病院 |                                        |
| 1          | 胆沢交通     | 胆沢水沢線：水沢農業高校 |                                        |
| 2          | 岩手県交通   | - 水沢江刺駅線：水沢江刺駅・江刺バスセンター - 黒石線・生母線：黒石・生母 |                                        |
| 2          | Zバス        | 羽田線：水沢病院 |                                        |
| 3          | 胆沢交通     | 胆沢水沢線：まごころ病院 |                                        |
| 3          | Zバス        | 水沢病院 |                                        |
| 3          | 野口         | 水沢金ケ崎線：県南運転免許センター |                                        |
| 4          | 岩手県交通   | - 水岩線：江刺バスセンター - 水沢江刺駅線：水沢江刺駅・江刺バスセンター |                                        |
| 5          | 岩手県交通   | 水沢江刺線：胆沢病院 |                                        |
| 6          | 岩手県交通   | 水岩線・黒石線・生母線：胆沢病院 |                                        |
| 6          | 野口         | 水沢金ケ崎線：胆沢病院 |                                        |
| 水沢駅東口 |              | |                                        |
| －         | オリオンバス | 東京駅・TDL | 道路向かいの明治安田生命ビル前より発車 |
| －         | 岩手県交通   | - 美山病院線：美山病院 - 美希病院線：美希病院 |                                        |
| 水沢駅口   |              | |                                        |
| －         | Zバス        | 羽田線：水沢病院 |                                        |

## その他

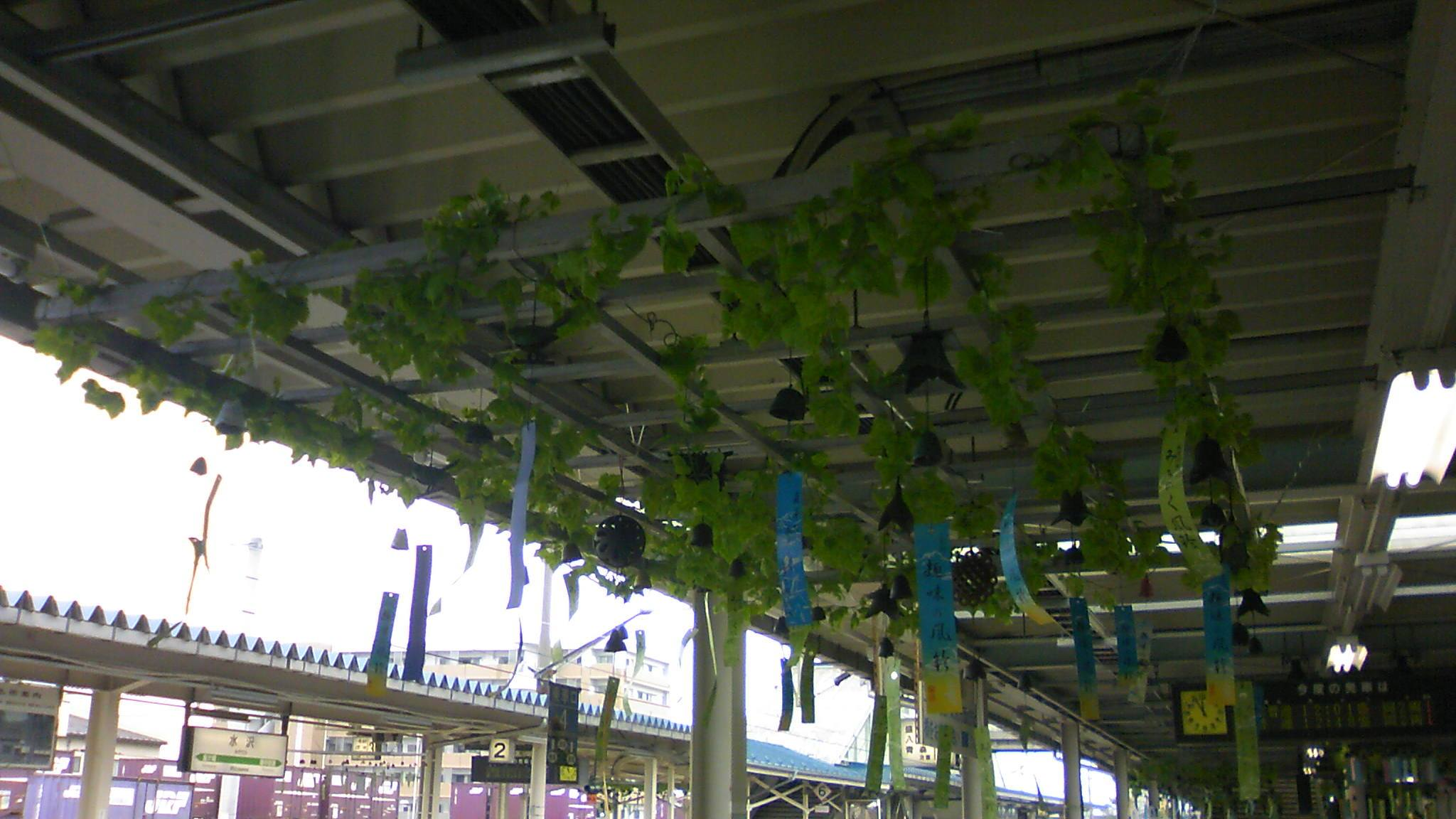
夏の恒例になっている駅ホームの南部鉄器風鈴装飾

1962年（昭和37年）より夏の恒例になっている駅ホームの南部鉄器風鈴装飾は、日本の音風景100選にも選ばれている。約700個の風鈴が下りホームに飾られる。

## 隣の駅
東日本旅客鉄道（JR東日本）
■東北本線
陸中折居駅 - 水沢駅 - 金ケ崎駅

### 記事本文

#### 報道発表資料
1. ↑  「Suicaエリア外もチケットレスで! 東北エリアから「えきねっとQチケ」がはじまります (PDF)」（プレスリリース）、東日本旅客鉄道、2024年7月11日。2024年8月1日閲覧。

#### 新聞記事
1. 1 2  「水沢駅の新駅舎が完成」『交通新聞』交通協力会、1976年10月14日、1面。
2. ↑  「こちら階段昇降機 JR盛岡支社、2駅に」『交通新聞』交通新聞社、1993年3月25日、2面。
3. 1 2  「車伊豆でも楽々 新エスカレーター完成 水沢駅」『岩手日報』岩手日報社、2001年3月16日、朝刊、26面。
4. 1 2  「「風鈴駅」に夏来る 奥州・JR水沢駅」『岩手日報』2020年6月12日。オリジナルの2020年9月4日時点におけるアーカイブ。2020年9月5日閲覧。

### 利用状況
1. 1 2  「各駅の乗車人員 2023年度 101位以下（5）| 企業サイト：JR東日本」東日本旅客鉄道。2025年7月12日閲覧。
2. ↑  「JR東日本：各駅の乗車人員（2000年度）」東日本旅客鉄道。2025年7月12日閲覧。
3. ↑  「JR東日本：各駅の乗車人員（2001年度）」東日本旅客鉄道。2025年7月12日閲覧。
4. ↑  「JR東日本：各駅の乗車人員（2002年度）」東日本旅客鉄道。2025年7月12日閲覧。
5. ↑  「JR東日本：各駅の乗車人員（2003年度）」東日本旅客鉄道。2025年7月12日閲覧。
6. ↑  「JR東日本：各駅の乗車人員（2004年度）」東日本旅客鉄道。2025年7月12日閲覧。
7. ↑  「JR東日本：各駅の乗車人員（2005年度）」東日本旅客鉄道。2025年7月12日閲覧。
8. ↑  「JR東日本：各駅の乗車人員（2006年度）」東日本旅客鉄道。2025年7月12日閲覧。
9. ↑  「JR東日本：各駅の乗車人員（2007年度）」東日本旅客鉄道。2025年7月12日閲覧。
10. ↑  「JR東日本：各駅の乗車人員（2008年度）」東日本旅客鉄道。2025年7月12日閲覧。
11. ↑  「JR東日本：各駅の乗車人員（2009年度）」東日本旅客鉄道。2025年7月12日閲覧。
12. ↑  「JR東日本：各駅の乗車人員（2010年度）」東日本旅客鉄道。2025年7月12日閲覧。
13. ↑  「JR東日本：各駅の乗車人員（2011年度）」東日本旅客鉄道。2025年7月12日閲覧。
14. ↑  「JR東日本：各駅の乗車人員（2012年度）」東日本旅客鉄道。2025年7月12日閲覧。
15. ↑  「各駅の乗車人員 2013年度 ベスト100以外（5）：JR東日本」東日本旅客鉄道。2025年7月12日閲覧。
16. ↑  「各駅の乗車人員 2014年度 ベスト100以外（5）：JR東日本」東日本旅客鉄道。2025年7月12日閲覧。
17. ↑  「各駅の乗車人員 2015年度 ベスト100以外（5）：JR東日本」東日本旅客鉄道。2025年7月12日閲覧。
18. ↑  「各駅の乗車人員 2016年度 ベスト100以外（5）：JR東日本」東日本旅客鉄道。2025年7月12日閲覧。
19. ↑  「各駅の乗車人員 2017年度 ベスト100以外（5）：JR東日本」東日本旅客鉄道。2025年7月12日閲覧。
20. ↑  「各駅の乗車人員 2018年度 ベスト100以外（5）：JR東日本」東日本旅客鉄道。2025年7月12日閲覧。
21. ↑  「各駅の乗車人員 2019年度 ベスト100以外（5）：JR東日本」東日本旅客鉄道。2025年7月12日閲覧。
22. ↑  「各駅の乗車人員 2020年度 101位以下（4）| 企業サイト：JR東日本」東日本旅客鉄道。2025年7月12日閲覧。
23. ↑  「各駅の乗車人員 2021年度 101位以下（4）| 企業サイト：JR東日本」東日本旅客鉄道。2025年7月12日閲覧。
24. ↑  「各駅の乗車人員 2022年度 101位以下（5）| 企業サイト：JR東日本」東日本旅客鉄道。2025年7月12日閲覧。